# Тощенко, Жан Терентьевич
Жан Тере́нтьевич То́щенко (род. 3 января 1935, Климовский район, Западная область) — советский и российский социолог. Доктор философских наук (1973), профессор (1975), научный руководитель социологического факультета РГГУ, заведующий кафедрой теории и истории социологии РГГУ (до 2022 года), декан социологического факультета РГГУ (до 2014 года) .
Член-корреспондент РАН с 30 мая 1997 года по Отделению общественных наук (социология). Главный редактор (1995—2018), председатель редакционного совета (с 2018 г.) журнала «Социологические исследования», главный научный сотрудник Института социологии ФНИСЦ РАН. Почётный доктор Института социологии РАН, почетный профессор МГУ и РГГУ, действительный член Академии Социальных Наук Беларуси и Казахстана.
Автор свыше 450 публикаций.

## Биография
Родился 3 января 1935 года в деревне Павловка Климовского района Брянской области. Его родители были сельскими учителями.
После окончания школы поступил на исторический факультет МГУ, который окончил в 1957 году. Затем по комсомольской путёвке вместе с будущими известными историками Ю. Н. Афанасьевым и В. В. Гришаевым уехал в Сибирь, где начал работу на строительстве железной дороги Абакан-Тайшет. Работал в Хакасской автономной области в комсомольских организациях (Абакан), затем в Красноярске в общественных и научных организациях (крайком ВЛКСМ, общество «Знание»).
В 1967 году окончил аспирантуру АОН при ЦК КПСС с защитой кандидатской диссертации «Социальное планирование в системе научного управления социалистическим обществом».
С 1967 года работал в Красноярском государственном университете — заведующий лабораторией, заведующий кафедрой. В 1973 году защитил докторскую диссертацию «Методологические проблемы социального планирования».
С 1975 по 1991 год — в АОН при ЦК КПСС (заведующий отделом, руководитель кафедры, директор Центра социологических исследований).
С 1992 года работал в Российской академии управления, Госкомфедерации, в Институте социально-политических исследований РАН.
В 1995—2018 годах — главный редактор журнала РАН «Социологические исследования». Одновременно стал создавать социологический факультет в РГГУ, где в настоящее время является научным руководителем факультета. Участник Международных социологических конгрессов (1970, 1978, 1982, 1990, 1994, 1998, 2002, 2010, 2018).

## Награды и премии
- Медаль «За доблестный труд» (1970)
- Почётная грамота Президиума Верховного Совета РСФСР (1985)
- Медаль «Ветеран труда» (1998)
- Лауреат премии РАН имени М. М. Ковалевского (2007) — за серию работ по концептуальному анализу трансформации ценностных ориентаций российского общества и разработки понятийного аппарата социологической науки.
- Золотая медаль имени М. Ковалевского «За вклад в социологию» (ССА/РОС 2018)
- Золотая медаль имени И. Кондратьева «За вклад в развитие общественных наук» (2020)
- Медаль МинОбрНауки РФ «за безупречный труд и отличие» (2021)
- Медаль ЦК КПРФ «100-летие образование СССР» (2022)
- Благодарность Президента Российской Федерации (5 февраля 2024 года) — за заслуги в развитии отечественной науки, многолетнюю плодотворную деятельность и в связи с 300-летием со дня основания Российской академии наук[6]

## Членство в научных и общественных организациях
- Член-корреспондент РАН
- Член Международной социологической ассоциации
- Член Российского общества социологов
- Действительный член Российской академии естественных наук
- Действительный член Международной академии информатизации
- Действительный член Академии социальных наук
- Член Академии социальных наук Казахстана
- Член Академии социальных наук Беларуси

## Основные работы
С публикациями Ж. Т. Тощенко можно ознакомиться на официальном сайте Института социологии РАН (ко многим есть полный текст)
Монографии:
- Социальное планирование. — Красноярское книжное издательство, 1971. — 312 с.
- Социальная инфраструктура: сущность и пути развития. М.: Мысль, 1980. — 206 с.
- Социальное планирование в СССР. — М.: Политиздат, 1981. — 319 с.
- Идеология и жизнь: Соц. очерк. — М: Советская Россия, 1983. — 191 с.
- Идеологические отношения: опыт социологического анализа. — М.: Мысль, 1988. — 286 с.
- Социальные резервы труда: Актуальные вопросы социологии труда. — М.: Политиздат, 1989. — 287 с.
- Социальное настроение. — М.: Academia, 1996. — 195 с. (в соавт. Харченко С. В.)
- Постсоветское пространство: Суверенизация и интеграция: Этносоциологические очерки. — М.: РГГУ, 1997. — 214 с.
- Парадоксальный человек. — М.: Гардерит, 2001. — 398 с.
  - 2-е изд., перераб. и доп. — М.: ЮНИТИ-ДАНА, 2008. — 543 с. (Серия «Magister»).
- Три особенных лика власти: Социологические заметки. — М.: РГГУ, 2002. — 121 с.
- Этнократия: история и современность. — М.: РОССПЭН, 2003. — 432 с.
- Теократия: фантом или реальность? — М.: Academia, 2007. — 664 с. (Монографические исследования: религиоведение).
- http://www.isras.ru/files/File/publ/Toschenko_Fantomy_2015.pdf Фантомы российского общества]. — М.: Центр социального прогнозирования и маркетинга, 2015. — 668 с.
- Социология жизни. — М.: ЮНИТИ-ДАНА, 2016. — 399 с. (Серия «Magister»).
- Прекариат: от протокласса к новому классу. — М.: Наука, 2018. — 360 с.
- Общество травмы: между революцией и эволюцией (Опыт теоретического и эмпирического анализа). — М.: Весь мир, 2020. — 352 с.

Учебники, энциклопедии, справочники:
- Социология: Общий курс: Учеб. пособие для студентов вузов. — М.: Прометей: Юрайт, 1994.
  - 2-е изд. 1999, 3-е изд. 2005, 640 с.
- Социология труда: опыт нового прочтения. — М.: Мысль, 2005, 333 с.
- 2-е изд.. — М.: Юнити-Дана, 2008. — 423 с.
- Социологическая энциклопедия. — М.: Мысль, 2003, т. 1. 694 с., т. 2. 863 с. (автор 22 статей и зам. гл. редактора)
- Тощенко Ж. Т., Цветкова Г. А. Социология труда: Учебно-методический модуль. — М.: РГГУ, Каллиграф, 2006, 216 с.
- Социология управления. Учебник. — М.: Центр социального прогнозирования и маркетинга, 2011. — 300 с.
  - 2-е изд. Изд-во Юрайт. 2015. — 304 с. (серия: Бакалавр. Академический курс)
- Тощенко Ж. Т., Цветкова Г. А. Социология труда. Учебник для вузов. — М.: Центр социального прогнозирования и маркетинга, 2012. — 464 с.
  - 2-е изд. Изд-во Юрайт. 2018. — 472 с. (серия: Бакалавр. Академический курс)
- Религия в самосознании народа (религиозный фактор в идентификационных процессах) / Отв. ред. М. П. Мчедлов. — М.: Институт социологии РАН, 2008. — 415 с.
- Тезаурус социологии. Тематический словарь-справочник. Гриф УМЦ «Профессиональный учебник» / Под ред. Ж. Т. Тощенко. — М.: ЮНИТИ-ДАНА, 2009. — 489 с.
- Социологи России. История социологии в лицах: биобиблиографический справочник / отв. ред. Ж. Т. Тощенко. — 2-е изд., перераб. и доп. — М.: ЮНИТИ-ДАНА, 2014—544 с.
- Тощенко Ж. Т. (отв. ред. и автор) Политическая социология; учебник. 4-е изд. М.: Юрайт, 2015. (Гриф Минобрнауки).
  - 5-е изд., перераб. и доп. М.: ЮРАЙТ. 2018. — 526 с.

Коллективные монографии:
- Вехи российской социологии 1950—2000-е годы / Под ред. Ж. Т. Тощенко, Н. В. Романовского. — СПб.: Алетейя, 2010. 664 с..
- Новые идеи в социологии / отв. ред. Ж. Т. Тощенко. — М.: ЮНИТИ-ДАНА, 2013. — 479 с. — (Серия «Magister»).
- Жизненный мир россиян: 25 лет спустя (конец 1980-х — середина 2010-х гг.) / отв. ред. Тощенко Ж. Т. — М.: ЦСП и М., 2016. — 367 с. (Есть на сайте ИС РАН)
- Смыслы сельской жизни / отв. ред. Тощенко Ж. Т. — М.: ЦСП и М., 2016. — 367 с.
- Тощенко Ж. Т.(ред.) Профессиональная культура Российской интеллигенции Сб. статей / РГГУ. Социол. фак. Центр соц исслед. — М.: РГГУ, 2017. — 444 с.
- Тощенко Ж. Т. Социология жизни: поиск ответа на научные и общественные вызовы. с. 147—241 // Дмитриев А. В., Иванов В. Н., Тощенко Ж. Т. Социологическая мозаика-2018 / предисл. М. К. Горшков. — М.: КНОРУС, 2018.
- Тощенко Ж.Т. (ред). Смыслы жизни российской интеллигенции. / РГГУ, Центр соц. исслед. / под общ. ред. Ж. Т. Тощенко. Ред.-сост. Д. Г. Цыбикова. — М.: РГГУ. 2018. 396 с.
- Как живешь, интеллигенция / Отв. ред. Ж. Т. Тощенко. — М.: Центр СПиМ, 2018, 360 с.
- Прекариат: становление нового класса / под ред. Ж. Т. Тощенко. — М.: Центр СПиМ, 2020, 400 с.
- Интеллигенция в новой реальности. Сборник статей / под общ. ред. Ж. Т. Тощенко. — М: Центр СПиМ, 2021, 360 с.
- Прекарная занятость: истоки, критика, особенности / под ред. Ж. Т. Тощенко. — М.: Весь Мир, 2021, 400 с.
- От прекарной занятости к прекаризации жизни / под ред. Ж. Т. Тощенко. — М.: Весь Мир, 2022, 364 с.

Статьи:
- Беляева Л. А., Давыдов А. А., Данилов А. Н., Докторов Б. З., Лапин Н. И., Левашов В. К., Немировский В. Г., Тихонов А. В., Толстова Ю. Н., Тощенко Ж. Т., Ядов В. А. Судьбы и перспективы эмпирической социологии // Социологические исследования. — 2005. — № 10. — С. 3-21.
- Тощенко Ж. Т. Религиозная идентичность и бюрократия // Религия в самосознании народа (религиозный фактор в идентификационных процессах) / Отв. ред. М. П. Мчедлов — М.: Институт социологии РАН, 2008. С. 62-85.
- Тощенко Ж. Т. Социология жизни как теоретическая концепция // Социологические исследования, 2015 № 1, с. 106—116.
- Тощенко Ж. Т. Прекариат — новый социальный класс // Социологические исследования. 2015, № 6. С. 3−13.
- TOSHCHENKO, Zhan T. STATE AND RELIGION: PROBLEMS OF INTERACTION // Politics and Religion Journal, [S.l.], v. 10, n. 1, p. 101—120, dec. 2016. ISSN 1820-659X.
- Тощенко Ж. Т. Травма общества: между эволюцией и революцией (приглашение к дискуссии) // Полис. Политические исследования. 2017. № 1. С. 70-84. DOI: 10.17976/jpps/2017.01.07
- Тощенко Ж. Т. 1917: время превращения идей в материальную силу // Социологические исследования, 2017, № 10. с. 37-47.
- Тощенко Ж. Т. К классификации профессий: социотехнологическое измерение (опыт методологического анализа) // Социологические исследования. 2022. № 6, C. 66-76
- Тощенко Ж. Т., Тартыгашева Г. В. А что на самом деле происходит в сфере культуры? // Социологические исследования. 2023. № 1, C. 161—166.